# Sigalion squamosus
Sigalion squamosus är en ringmaskart som beskrevs av Delle Chiaje 1830. Sigalion squamosus ingår i släktet Sigalion och familjen Sigalionidae. Arten har ej påträffats i Sverige. Inga underarter finns listade i Catalogue of Life.